# Brighten
Brighten — третий сольный альбом гитариста и вокалиста Alice in Chains Джерри Кантрелла. Выпущен 29 октября 2021 года.

## Об альбоме
Brighten — первый сольный альбом Кантрелла за 19 лет со времён выхода Degradation Trip Volumes 1 & 2 в 2002 году. Помимо вокальных партий, Кантрелл также играл на гитаре, бас-гитаре и клавишных. Кантрелл продюсировал альбом вместе с Тайлером Бейтсом. Среди приглашённых музыкантов: Дафф Маккаган (бас-гитара), Гил Шарон (барабаны), Грег Пусиато (бэк-вокал), Эйб Лабориэль-младший (барабаны), Тайлер Бейтс (струнные, перкуссия и гитара), Винсент Джонс (фортепиано, клавишные и струнные), Джордан Льюис (фортепиано) и Майкл Розон (гавайская гитара). Последний трек представляет собой кавер-версию песни Элтона Джона «Goodbye», одобренную самим Джоном.

## Запись альбома
24 января 2020 года во время интервью People TV на красной дорожке церемонии вручения награды «Персона года MusiCares» Кантрелл объявил, что работает над новым сольным альбомом. Он начал запись на студии звукозаписи Dave’s Room в Северном Голливуде, штат Калифорния, 10 марта 2020 года. 4 марта 2021 года Кантрелл объявил на своей странице в Instagram, что завершил работу над альбомом, подписав фото: «Завершил мою запись сегодня вечером, через год после начала записи. Безумное путешествие … как всегда. С нетерпением жду, когда вы сможете его услышать».
Продюсер Тайлер Бейтс ранее работал с Кантреллом над песней «A Job to Do», включенной в саундтрек к фильму «Джон Уик 2» 2017 года и над песней «Setting Sun», написанной для саундтрека к фильму DC Dark Nights: Metal. Бейтс помог собрать группу для сольных концертов Кантрелла в Pico Union Project в Лос-Анджелесе 6 и 7 декабря 2019 года и некоторые из этих музыкантов были представлены на Brighten, включая Грега Пусиато, Гила Шароне, Джордана Льюиса и Майкла Розона.
29 июня 2021 года, после того, как в сеть просочились фотографии со съемок музыкального клипа, стало известно, что в записи альбома примет участие Дафф Маккаган. Кантрелл подтвердил сотрудничество Маккагана на следующий день, опубликовав закулисные фотографии со съёмок, на которых также были запечатлены Гил Шароне на барабанах и Грег Пусиато на гитаре.
В альбом вошли восемь оригинальных песен и кавер-версия композиции Элтона Джона «Goodbye», последний трек с альбома Элтона Джона 1971 года Madman Across the Water, одной из любимых пластинок Кантрелла. «Goodbye» также стала последним треком на Brighten. Кантрелл исполнил песню в конце своих двух сольных концертов в Pico Union Project в Лос-Анджелесе 6 и 7 декабря 2019 года. Он отправил Джону демо-кассету с песней и попросил разрешения использовать ее в альбоме: «Я отправил Элтону демо; я просто хотел убедиться, что он не против, что я не испортил его мелодию, и он сказал: „Нет, чувак, это красиво, ты проделал отличную работу, ты просто обязан это использовать“. Так что было здорово получить от него согласие на перепевку его композиции. Из уважения к Элтону я бы не стал включать её, если бы он не согласился. Он играл на фортепиано в песне „Black Gives Way To Blue“, которую я написал для Лейна, поэтому я связался с Элтоном, он послушал её и сказал мне: „Тебе обязательно стоит её выпустить“. Я получил подтверждение от самого автора. Трудно представить лучший способ завершить свой альбом!».

## Продвижение и гастроли
28 июля 2021 года Кантрелл разместил в своей социальной сети тизер-трейлер, в котором объявил, что новая песня и видео под названием «Atone» будут выпущены 29 июля. Премьера песни и видеоклипа состоялись на сайте Rolling Stone .
23 августа 2021 года Кантрелл объявил о турне по Северной Америке, которое пройдёт с 24 марта по 8 мая 2022 года.
Второй сингл «Brighten» был выпущен для стриминговых платформ и для цифровой загрузки 10 сентября 2021 года. Премьера клипа состоялась на сайте Consequence of Sound.
Третий сингл «Siren Song» был выпущен 21 октября 2021 года.

## Выпуск
Brighten был выпущен 29 октября 2021 года и был доступен для предварительного заказа на CD, виниле и для потоковой передачи на официальном сайте Джерри Кантрелла.

## Критический приём
Дуэйн Джеймс из Wall of Sound оценил альбом на 10 баллов из 10, заявив, что «Brighten — это исключительный альбом, сделанный одним из лучших авторов песен и музыкантов в любом жанре за последние 30 с лишним лет. Настоящая икона, он привлёк лучших талантов и результат вышел безупречным».

### Почести
| Публикация            | Награда                                               | Место |
| --------------------- | ----------------------------------------------------- | ----- |
| Consequence           | Лучшие металлические и хард-роковые альбомы           | 11    |
| Ultimate Classic Rock | 40 лучших альбомов 2021 года                          | 19    |
| Ultimate Classic Rock | 10 лучших хард-рок и металлических альбомов 2021 года | 4     |

## Список композиций
| №                   | Название                     | Длительность |
| ------------------- | ---------------------------- | ------------ |
| 1.                  | «Atone»                      | 4:13         |
| 2.                  | «Brighten»                   | 4:45         |
| 3.                  | «Prism of Doubt»             | 3:52         |
| 4.                  | «Black Hearts and Evil Done» | 6:02         |
| 5.                  | «Siren Song»                 | 5:00         |
| 6.                  | «Had to Know»                | 5:02         |
| 7.                  | «Nobody Breaks You»          | 5:03         |
| 8.                  | «Dismembered»                | 4:51         |
| 9.                  | «Goodbye» (Elton John cover) | 1:54         |
| Общая длительность: | Общая длительность:          | 40:42        |

## Участники записи
Музыканты
- Джерри Кантрелл — вокал, электрогитара, бас-гитара, клавишные
- Грег Пусиато — бэк-вокал
- Дафф Маккаган — бас-гитара
- Гил Шароне — барабаны
- Эйб Лабориель-мл. — барабаны
- Тайлер Бейтс — струнные, перкуссия, гитара
- Винсент Джонс — фортепиано, клавишные, струнные
- Джордан Льюис — фортепиано
- Майкл Розон — гавайская гитара
- Лола Бейтс — бэк-вокал

Производство
- Джерри Кантрелл — продюсер
- Тайлер Бейтс — продюсер
- Джо Баррези — сведение
- Пол Фигероа — звукорежиссёр

## Чарты
| Чарт (2021)                                   | Высшая позиция |
| --------------------------------------------- | -------------- |
| Великобритания (UK Rock & Metal Albums Chart) | 30             |